# Третье Ковельское сражение
Третье Ковельское сражение — наступление 8-й армии Юго-Западного фронта на ковельском направлении, проводившееся с 18 (31) августа по 21 августа (3 сентября) 1916 года. Часть общего наступления армий Юго-Западного фронта в августе 1916 года.

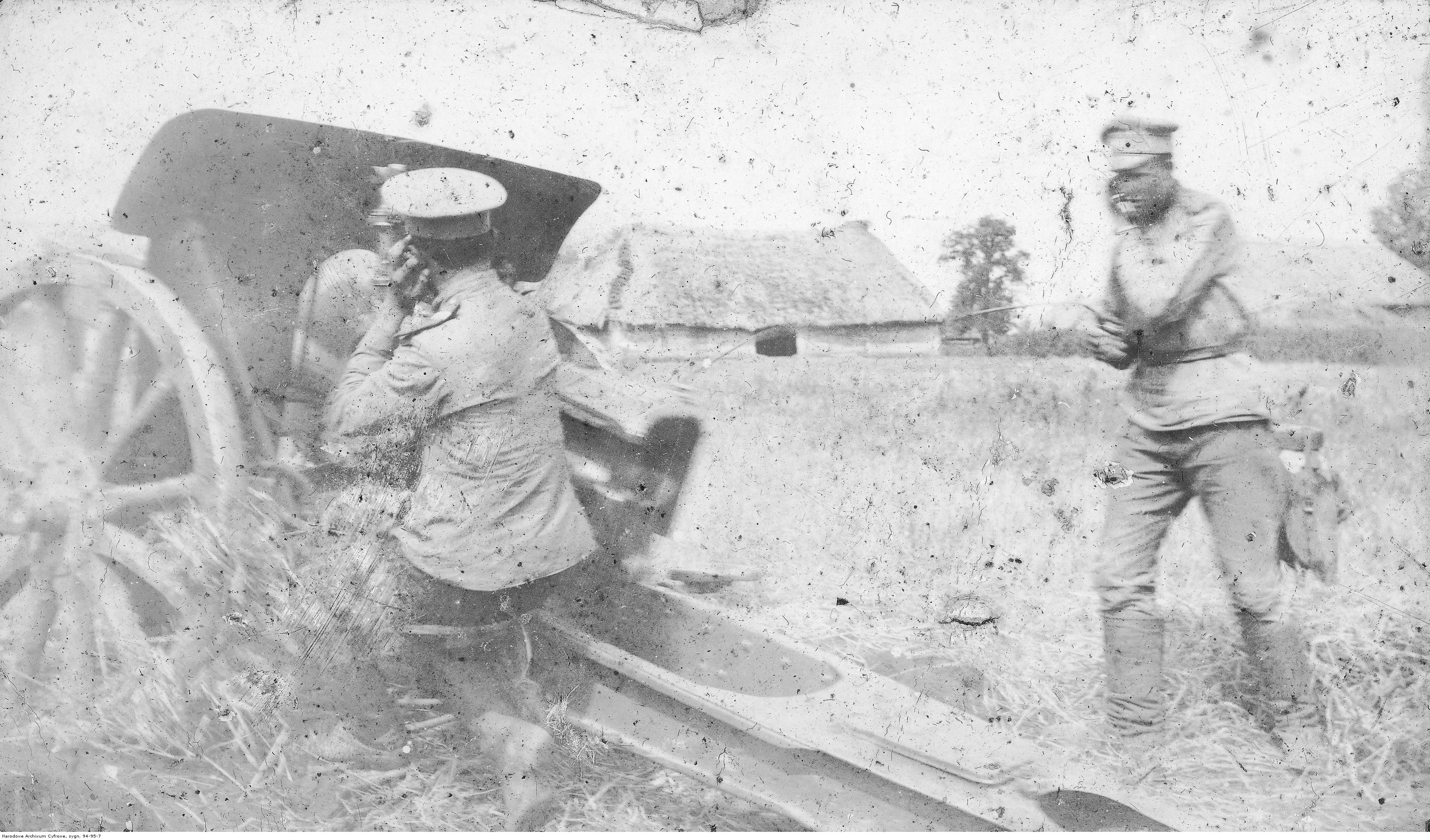
Российская артиллерия в действии

## Планирование операции
Несмотря на неудачи наступления на Ковель в июле-августе 1916 года Ставка не отказалась от продолжения операции. Операция для выполнения была передана с Юго-Западного фронта на Западный. Соответственно с 30 июля (12 августа) 3-я и армия Безобразова были переданы Западному фронту, которому предлагалось усилить эти две левофланговые армии войсками, переброшенными с территории севернее Полесья и решительно атаковать войска противника, прикрывавшие Ковель. Юго-Западный фронт Брусилова своим правым флангом (8-й армией) должен был содействовать наступлению и атаковать в направлении на Владимир-Волынский. 
Уже 11 (24) августа командующий Западным фронтом Эверт потребовал перенести начало операции с 15 (28) августа на 23-24 (5-6 сентября), а затем дотянув с откладыванием атаки до 20 августа (2 сентября), не оказав никакого содействия Юго-Западному фронту в его начавшемся наступлении, в этот день пришел к заключению о невозможности атаковать. Вместо трёх армий на Ковель наступала одна 8-я армия Юго-Западного фронта.
8-я армия после всех перегруппировок развернула справа налево пять пехотных корпусов (39-й, 40-й, 4-й Сибирский, 8-й и 5-й армейские) и занимала фронт примерно от Витонежа, где она соприкасалась с 2-й гвардейской кавалерийской дивизией Особой армии, через Киселин на Берестечко, где был стык с 11-й армией. 5-й кавалерийский корпус находился в резерве.
Каледин решил атаковать противника тремя центральными корпусами; фланговые должны были временно занимать выжидательное положение, обеспечивая операцию армии прочным удерживанием своих позиций и приковывая внимание противника к своему фронту демонстрациями. Общее направление удара трех корпусов — к линии Порицк-Милятин. Фланговые корпуса ударной группы должны были прочно удерживать свои пассивные участки, связывающие их с 39-м и 5-м корпусами, которые с своей стороны обязывались соответствующей группировкой войск обеспечивать ударную группу корпусов. В резерве у Каледина оставалось два пехотных полка и одна кавдивизия. 

## Ход операции
Артиллерийскую подготовку атакующим корпусам было приказано начать 18 (31) августа с рассветом, а атаковать в 11,5 часов. 
Накануне перехода в наступление противник на флангах 8-й армии сам проявил активную деятельность, в виде артиллерийского обстрела и частичного перехода в наступление. Все его попытки были отбиты и 18 (31) августа ударные корпуса 8-й армии начали наступление. 
Ударным корпусам удалось на некоторых участках занять 1-2 линии неприятельских окопов, а также деревни Шельвов, Бубнов и Корытницу, но большую часть захваченного пришлось под влиянием немецких контратак уступить обратно. 
21 августа (3 сентября) генерал Каледин повторил удар, но с тем же результатом. 
Этим и кончились успехи 8-й армии, командованию которой пришлось обратиться к методическому расширению и усовершенствованию подготовительных для атаки плацдармов.